# Intrapales hirsuta
Intrapales hirsuta là một loài ruồi trong họ Tachinidae.